# Catedral (Iribarren)
Pour les articles homonymes, voir Catedral.
Catedral est l'une des dix paroisses civiles de la municipalité d'Iribarren dans l'État de Lara au Venezuela. Sa capitale est Barquisimeto, chef-lieu de la municipalité et capitale de l'État, dont elle constitue l'une des paroisses civiles urbaines. Malgré son nom, son territoire n'accueille pas l'actuelle cathédrale de Barquisimeto, située dans la paroisse civile voisine de Concepción, mais l'ancienne cathédrale, sur l'actuelle place Jacinto-Lara, partiellement détruite par le séisme de 1812.

## Géographie

### Démographie
Hormis certains des quartiers centraux de la ville de Barquisimeto dont Catedral constitue l'une des paroisses civiles urbaines, celle-ci comporte également d'autres localités, parmi lesquelles :
- Barquisimeto
  - Centro (le « centre », partagé avec Concepción)
  - El Albanico
  - Macuto
- Guayabal
- La Cañada
- La Funcia
- Manzano
  - Manzano Abajo
- Pedremán
- Titicare Sur (partagé avec Juan de Villegas)